# Арончик Айзик Борисович
Айзік Борисович Арончик (Іцхок-Айзік Беровіч Арончик; 1859-1888) — російський революціонер, член партії «Народна воля», учасник замахів на імператора Олександра II.

## Біографія
Народився в Житомирі в міщанській родині.
Після закінчення одеського реального училища, поступив в Петербурзький інститут інженерів шляхів сполучення, але кинув навчання до закінчення в 1879 року.
На Липецькому з'їзді виникло питання про посилку кого-небудь в м. Повенець Олонецкої губернія для звільнення тих хто перебував там в адміністративному засланні Самарському і Воскресенському. Учасники з'їзду вирішили доручити це звільнення Арончику. У 1879 році він був посередником у зносинах землевольців з Клеточніковим В.і Михайловим О. Д., які отримували секретні відомості Департаменту поліції від службовця там Клеточнікова. Їдучи з Петербургу, Михайлов познайомив його з Арончиком, якому Клеточніков і продовжував доставляти відомості. Іноді Клеточніков залишав у нього пакети для Квятковського О. О. Приєднався до партії «Народна Воля». З жовтня по грудень 1879 року був господарем конспіративної квартири в Москві. Арончик, хоч і недовго, працював в підкопі на Московсько-Курській дорозі, в Москві; працював погано і від роботи був відсторонений.
Потім поїхав за кордон і повернувся в Росію в серпні 1880 року, де йому дали роль господаря конспіративної квартири, там же, в Москві, яку він і виконував з Галиною Чернявськоїю під ім'ям подружжя Силантьєвих. Ця квартира служила притулком для учасників замаху 19 листопада 1879  року на вибух царського поїзда. Арончик в якості одного з найбільш довірених агентів Виконавчого Комітету «Народної Волі», поряд з Желябовим, Перовською С. Л. та Франжолі А. О., вів зносини з Нечаєвим, сидівшим в Петропавлівській фортеці. Арештований в Петербурзі 17 березня 1881 року по підробленому паспорту на ім'я Золотницького, під час обшуку у нього знайшли листок "Від виконавчого комітету імп. Олександру III " від 3 березня 1881 року. Було встановлено, що одночасно оселився і одночасно вибув з ним з готелю «Москва» Саблін М. О., який застрелився 3 березня в конспіративній квартирі на Тєлєжній вулиці.
По процесу 20-ти засуджений на довічну каторгу. Посаджений в Олексіївський равелін, де у нього, за свідченням лікаря, помічалися ознаки душевного розладу. У серпні 1884 року душевнохворого ув'язненого переводять в Шліссельбург. Тут до душевної хвороби приєднується і фізична: параліч ніг. Протягом чотирьох років він жодного разу не виходив з камери і лежав паралізованим без всякого догляду, 2 квітня 1888 року помер.